# Мај
Мај је пети месец у години и има 31 дан.
Почетак месеца по јулијанском календару почиње 14-тог дана грегоријанског календара.
По Црквеном рачунању циклуса времена је девети месец.

## Порекло речи или етимологија
Мај је добио име од грчког (Μαίος), и латинског (maius). Првобитно значење месеца maius mensis је било посвећено развоју, те тако у старом Риму беше трећи месец у години, у којем се природа будила, развијала и цветала.
Мај се код Срба, као и код неких словенских народа назива још царски месец и цветник и цветаљ, а у старосрпском и цветањ. Преко цркве су у српски народ ушли латински називи за месеце, а њихови гласовни ликови показују да су прошли кроз грчко посредство.
Код Хрвата назива се свибањ (хрв. svibanj), код Словенаца велики травен (слч. veliki traven), код Чеха квјетен/кветен (?) (чеш. Květen), а код Белоруса и Украјинаца слично старословенском и српском травен (травень). У староруском се назива травењ (травень).

## Верски календари

### Хришћански празници
- Велики празници или црвено слово
- Свети великомученик Георгије Победоносац
- Свети Василије Острошки Чудотворац
- Света браћа Кирило и Методије
- Житије Светих за мај

## Историјски догађаји
- 1940. — Нацистичка Немачка отпочела напад на Француску и земље Бенелукса.
- 1943. — Немачке и квислиншке снаге у Југославији отпочеле велику офанзиву на партизанске снаге у долини реке Сутјеске, што је касније постало познато као Пета непријатељска офанзива.
- 1945. — У Европи окончан Други светски рат.
- 1980. — Умро Јосип Броз Тито, маршал Југославије и доживотни председник СФР Југославије.
- 1991. — Фудбалски клуб Црвена звезда је у Барију освојио титулу првака Европе.
- 1992. — Уведене санкције СР Југославији.
- 2006. — Црна Гора прогласила независност.
- 2007. — Србија први пут победила на Песми Евровизије.